# Acta Botanica Islandica
Acta Botanica Islandica (abreviado Acta Bot. Islandica) es una revista científica con ilustraciones y descripciones botánicas que es publicada en Reikiavik  desde 1972 hasta 2011.